# Rio Borloviţa
O Rio Borloviţa é um rio da Romênia afluente do Rio Borlova, localizado no distrito de Caraş-Severin.